# Tomo (rijeka)
Tomo je rijeka u Kolumbiji, lijeva pritoka rijeke Orinoco. Pripada atlantskom slijevu.